# Gabriele Casadei
Gabriele Casadei (* 10. August 2002 in Turin) ist ein italienischer Kanute.

## Karriere
Gabriele Casadei war bereits bei den Junioren im Zweier-Canadier sehr erfolgreich und gewann über die 500-Meter-Distanz mehrfach den Weltmeistertitel in der U23-Kategorie. Er gab 2021 bei den Weltmeisterschaften in Kopenhagen im Zweier-Canadier auf der 1000-Meter-Distanz sein internationales Debüt bei den Erwachsenen und erreichte den vierten Platz. Seinen ersten großen internationalen Erfolg feierte er schließlich 2023 bei den Europaspielen in Krakau. Gemeinsam mit Carlo Tacchini gewann er den Wettkampf im Zweier-Canadier auf der 500-Meter-Strecke und damit die Goldmedaille. Die beiden wurden auf dieser Strecke im Jahr darauf in Szeged außerdem auch Europameister und belegten im Rennen über 1000 Meter den dritten Platz.
Erfolgreich verliefen für die beiden 2024 auch die Olympischen Spiele in Paris. Im Zweier-Canadier über 500 Meter qualifizierten sie sich als Zweite ihres Vorlaufs für das Halbfinale, das sie auf dem dritten Platz beendeten. Im Finallauf überquerten sie nach 1:41,08 min die Ziellinie, womit sie hinter den siegreichen Chinesen Liu Hao und Ji Bowen, die in 1:39,48 Minuten Olympiasieger wurden, und vor den mit 1:41,18 min drittplatzierten Spaniern Joan Antoni Moreno und Diego Domínguez den zweiten Platz belegten und die Silbermedaille gewannen. Bei den Europameisterschaften 2025 in Račice u Štětí wurden sie über 500 Meter Europameister.